# 劉僎
劉僎（?—?），沙陀人。劉琠的父親，刘知远的祖父。
947年，刘知远登位後，他被尊為皇帝，廟號后漢翼祖，諡號昭献皇帝，皇陵稱威陵。